# 사쿠라마치역 (나가노현)
사쿠라마치역(일본어: 桜町駅)은 일본 나가노현 이다시에 위치한 도카이 여객철도 이다선의 철도역이다. 단선 승강장 1면 1선의 구조를 갖춘 지상역이다.

## 이용 현황
| 승차 인원 추이 | 승차 인원 추이 |
| 연도           | 1일 평균       |
| -------------- | -------------- |
| 2003           | 148            |
| 2004           | 117            |
| 2005           | 100            |
| 2006           | 94             |
| 2007           | 84             |
| 2008           | 84             |
| 2009           | 83             |
| 2010           | 89             |
| 2011           | 94             |

## 역 주변
- 나가노 현 이다 후에쓰 고등학교

## 역사
- 1923년 8월 3일 : 이나 전기 철도의 이다 - 모토젠코지 간 연신 시에 사쿠라마치 정류장으로서 개업. 여객역.
- 1943년 8월 1일 : 이나 전기 철도선이 이다선의 일부로 국유화되어, 일본국유철도의 역이 된다.
- 1947년 4월 20일 : 이다 대화재로 시설이 소실.
- 1971년 12월 1일 : 하물의 취급을 폐지. 동시에 업무 위탁 개시.
- 1985년 4월 1일 : 업무 위탁 종료, 무인화.
- 1987년 4월 1일 : 일본국유철도 분할 민영화에 의해, 도카이 여객철도가 승계.

## 인접 역
| 도카이 여객철도 이다선 | 도카이 여객철도 이다선 | 도카이 여객철도 이다선   |
| ---------------------- | ---------------------- | ------------------------ |
| 이다 도요하시 방면     | ■ 이다선               | 이나카미사토 다쓰노 방면 |